# Acid nervonic
Acidul nervonic (acidul cis-15-tetracosenoic sau acidul selacholeic) este un acid gras omega-9 mononesaturat (MUFA) cu notația 24:1 n-9. Este analogul mononesaturat al acidului lignoceric (24:0). În natură, se obține ca produs al procesului de elongare al acidului oleic (18:1 Δ9), iar precursorul său imediat este acidul erucic (22:1). Este abundent în substanță albă a creierului animalelor și în țesutul nervos periferic. Face parte din clasa cerebrozidelor, care sunt acizi grași din grupa glicosfingolipidelor, fiind componente importante ale mușchilor și sistemului nervos central și periferic. Este unul dintre acizii grași principali din sfingolipidele din creier, reprezentând aproximativ 40% din totalul acizilor grași din sfingolipide.
Denumirea sa provine din latină, nervus însemnând „nerv”.